# Вирус Добрава-Београд
Вирус Добрава-Београд (енгл. Dobrava-Belgrade virus, DOBV), такође познат као вирус Добрава, РНК је вирус из групе Hantavirus, породице Bunyaviridae. Изолован је у селу Добрава 1988. године, Словенија; у тадашњој Југославији, из плућа жутогрлог миша. Изолован је још и код пољског миша, као и код црноморског пољског миша. Филогенетском анализом се дошло до закључка да постоје два антигенска типа овог вируса (Добрава и Куркино), али до сада је само Добрава регистрована код пацијената.
Један је од изазивача хеморагијске грознице са бубрежним синдромом.

## Епидемиологија
Вирус природно кружи одржава се међу шумским глодарима. Резервоар и извор узрочника су разне врсте мишоликих глодара-шумски, пољски, домаћи миш, домаћи пацов и други.
Заражени глодари преко својих излучевина (пљувачке, мокраће, измета) загађује спољашњу средину (земљиште, воду и предмете). Уколико је доступна, храна привлачи глодара као и приликом директног контакта- хватање, убијање и слично.
Најчешће обољевају особе које због природе свог посла долазе у контакт са мишоликим глодарима, њиховим секретима и екскретима (шумски радници, ловци, пољопривредници, војници на терену-логоровању). Нису регистровани случајеви интерхуманог преношења тј. болест се не преноси са човека на човека.

## Карактеристике обољења
Инкубација (време од момента зараживања до појаве знакова болести) износи 3-45 дана, најчешће 3-4 недеље. Болест почиње нагло, са високим температурама (до 40°C), дрхтавицом, главобољом, боловима у крстима. Јавља се и бол у стомаку, повраћање, слабост. жеђ и сувоћа уста, црвенило лица и вежњаче, тачкаста крварења по кожи, смањено излучивање урина.
У малом проценту инфицираних обољења може да има и тежи ток, са израженим крварењима и развијеним хеморагичним синдромом, када се обољење и региструје и захтева болничко лечење. Смртни исход код компликованих, а самим тим и регистрованих случајева се јавља у 5-12%.